# Погост-Загородский
Погост-Загородский (белор. Пагост Загародскі) — деревня в Пинском районе Брестской области Белоруссии. Входит в состав Загородского сельсовета. Население — 263 человека (2019).

## География
Деревня расположена в 30 км к северо-востоку от центра Пинска у северо-восточной оконечности водохранилища Погост на реке Бобрик. С востока к деревне примыкает центр сельсовета село Камень. Западней Погоста-Загородского находится деревня Ботово, северней — Борки, южнее — Вяз. Через деревню проходит местная дорога Доброславка — Бокиничи, соединяющая шоссе М10 и Р105.

## История

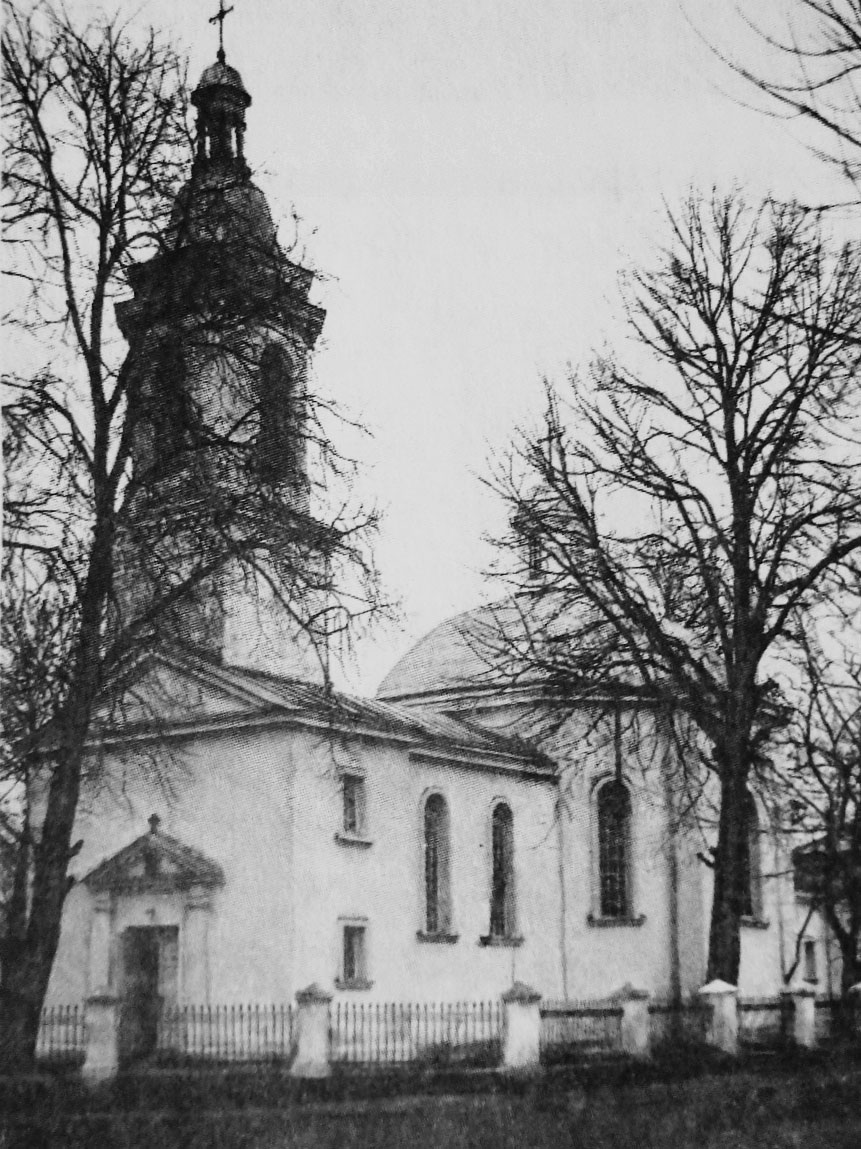
Храм в 30-е годы в бытность католическим костёлом

Поселение старинное, первое упоминание относится к 1528 году. Со времени территориально-административной реформы середины XVI века в Великом княжестве Литовском Погост входил в состав Новогородского повета.
В 1572 году Погост-Загородский получил статус местечка. В XVI веке и начале ХУII-го им владели Радзивиллы и Стацкевичы . В местечке проводились регулярные ярмарки, на которых пользовалась спросом местная керамика. В середине XVII века местечко перешло во владение князей Друцких-Любецких и принадлежало им до 1939 года. В 1769 году владелец имения Франц Друцкий-Любецкий построил в поселении деревянную униатскую церковь, а в 1775 году кирпичный костёл Святого Юзефа. В 1773 году в Погосте-Загородском родился известный этнограф, историк, писатель Лукаш Голембиовский, а в 1778 году российский государственный деятель Франциск-Ксаверий Друцкий-Любецкий.
После второго раздела Речи Посполитой (1793) в составе Российской империи, деревня входила в состав Пинского уезда. В 1794 году униатская церковь передана православным. В 1859 году начало действовать церковное училище. В 1873 году открыто народное училище с трёхлетним сроком обучения. В 1887 году открыто почтовое отделение, одно из четырёх в Пинском повете. Есть полицейский и призывной участки, судья. По переписи 1897 года в Погосте 119 дворов, 846 жителей, 2 церкви, еврейский молитвенный дом, волостное и мещанское правление, питейный дом, винный оптовый склад, 16 магазинов, аптека, почта, училище, 4 ярмарки в год. В конце XIX века костёл Св. Юзефа был перестроен и в 1899 году храм был освящён как православная церковь свв. Кирилла и Мефодия.
Согласно Рижскому мирному договору (1921) деревня вошла в состав межвоенной Польши, церковь была передана католикам. В 1920 году здесь было 1020 жителей, включая 128 католиков, 155 православных и 737 иудеев
С сентября 1939 года в составе БССР, церковь опять передана православным.
Во время Великой Отечественной войны оккупирована с июля 1941 по июль 1944 года. В конце 1941 года было образовано гетто в Погосте-Загородском, в котором оккупанты убили практически всех евреев в деревне — около 700 человек.
В августе 1944 года в Погосте-Загородском был открыт детский дом для детей-сирот, потерявших родителей во время войны. С сентября начала работу семилетняя школа, ставшая позже средней.
В 1960—1970 годы в деревне действовали мельница, лесопилка, овощесушильный завод, молокоперерабатывающий цех, 8 магазинов, почта, клуб с кинозалом и библиотекой, больница, родильный дом, аптека, детский сад, швейная и сапожная мастерские, парикмахерская, кафе. Через деревню прошла дорога из колотого камня, установлено автобусное сообщение с Пинском

## Достопримечательности
- Церковь св. Кирилла и Мефодия. Перестроена из костёла Св. Юзефа  в конце XIX века. Памятник архитектуры[9]. Церковь включена в Государственный список историко-культурных ценностей Республики Беларусь[10]
- Братская могила советских воинов и партизан (автор памятника — З.Азгур). Включена в Государственный список историко-культурных ценностей Республики Беларусь[10] —  Историко-культурная ценность Республики Беларусь, шифр 113Д000027
- Три братские могилы мирных жителей.
- Четыре археологические стоянки разных эпох в окрестностях деревни
- Придорожная часовня (XIX в.)
- Фрагменты христианского кладбища с часовнями-надмогильями
- Бывшая синагога

### Памятник, скульптура
- Памятник в честь первого упоминания Погоста[11]
- Мемориальная доска в честь Франциска Ксаверия Друцкого-Любецкого[12]
- Мемориальная доска в честь Лукаша Голембиовского
- Памятник В.И.Ленину (автор - Народный художник СССР З.Азгур)
- Обелиск в память о погибших в ВОВ жителях сельсовета
- Памятный знак у входа в бывшее еврейское гетто.

### Утраченное наследие
- Католическая часовня (XIX в.)
- Кирпичная, 2-х этажная талмуд-тора (еврейская школа, нач, ХХ в., разрушена в 2000 г)

## Галерея

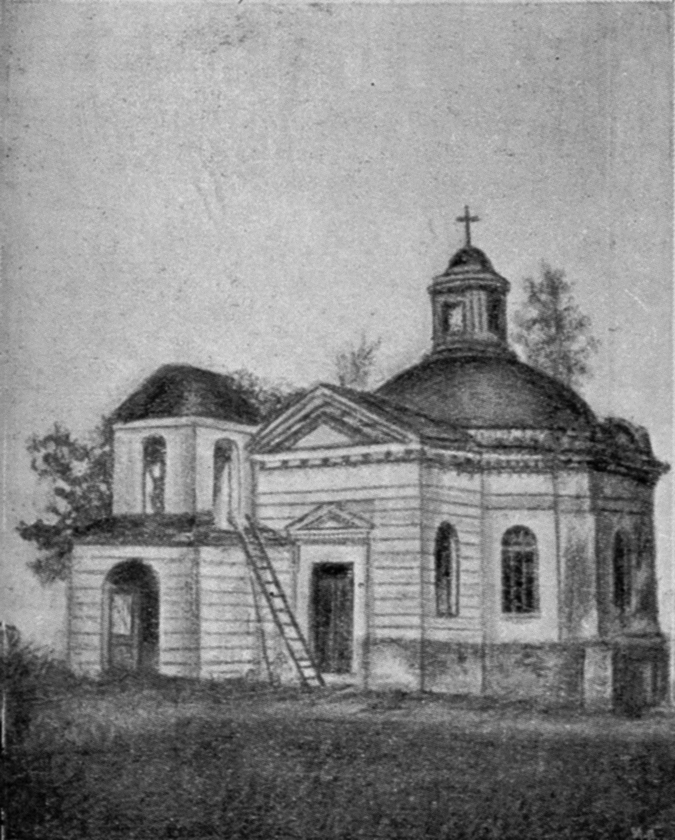
Костёл Св. Юзефа
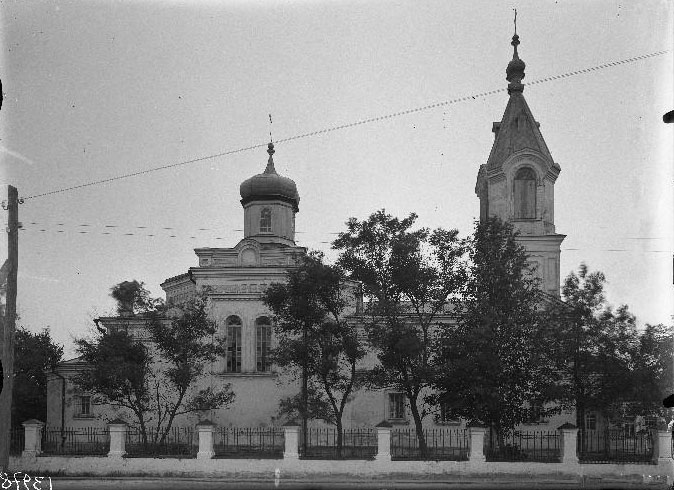
Церковь. Боковой фасад
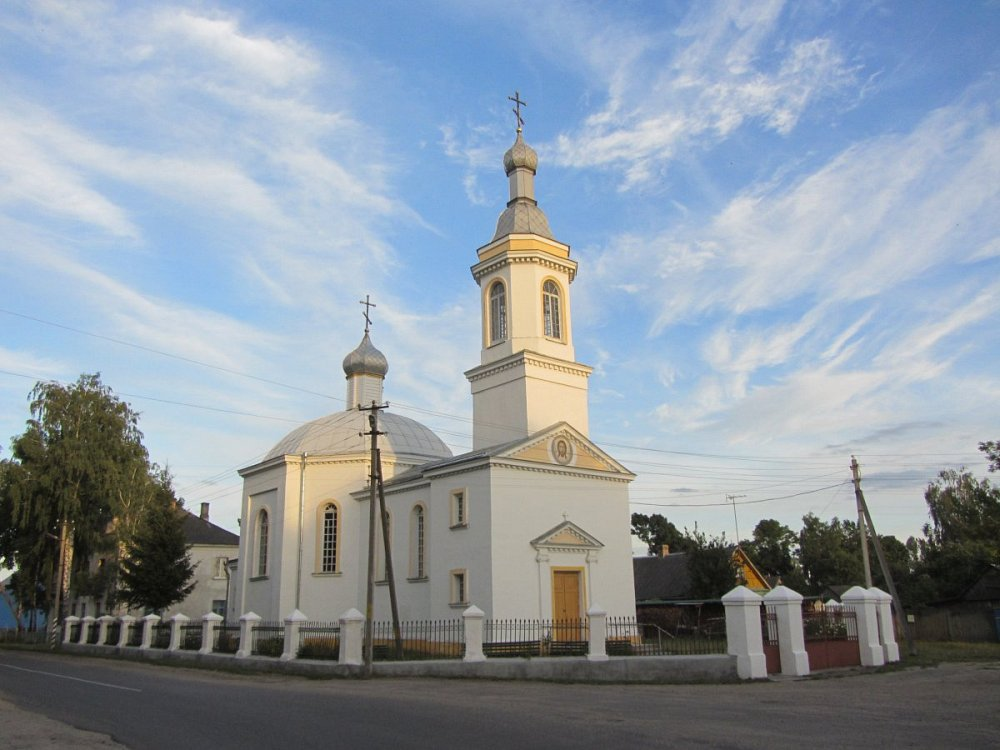
Церковь св. Кирилла и Мефодия